# One Shot Black '80
One Shot Black '80 è una raccolta di musica Rhythm and blues degli anni '80, pubblicata in Italia dalla Universal su due CD (catalogo 024 982 373 2) e cassette nel 2004, appartenente alla serie One Shot '80 della collana One Shot.

## Il disco
Completa la serie dei migliori brani degli anni ottanta con canzoni soul, genere all'epoca poco seguito in Italia, che, pur avendo avuto una certa risonanza radiofonica, non sono riuscite a raggiungere e mantenere i vertici nelle classifiche delle vendite.

## Tracce
Il primo è l'anno di pubblicazione del singolo, il secondo quello dell'album; altrimenti coincidono.

### CD 1
1. Marvin Gaye – Sexual Healing (album version) – 4:07 (Marvin Gaye, Odell Brown, David Ritz) – 1982
2. Freddie Jackson – Rock Me Tonight (For Old Times Sake) (album version) – 7:09 (Paul Laurence Jones) – 1985
3. Gregory Abbott – Shake You Down – 4:04 (Gregory Abbott) – 1986
4. Al B. Sure! – Nite and Day – 3:58 (testo: Albert Brown – musica: Kyle West) – 1988
5. Anita Baker – Sweet Love – 4:24 (Anita Baker, Gary Bias, Louis Johnson) – 1986
6. Luther Vandross – Any Love – 5:01 (Luther Vandross, Marcus Miller) – 1988
7. Bobby Brown – Rock Wit'cha (radio edit) – 4:44 (Babyface, Daryl Simmons) – 1988
8. Brenda Russell – Piano in the Dark – 5:18 (Brenda Russell, Jeff Hull, Scott Cutler) – 1988
9. Isley-Jasper-Isley – Caravan of Love (maxi single version) – 5:45 (Chris Jasper, Ernest Isley, Marvin Isley) – 1985
10. Lionel Richie – You Are (album version) – 5:01 (Lionel Richie, Brenda Harvery Richie) – 1983, 1982
11. Cameo – Candy – 5:39 (Larry Blackmon, Tomi Jenkins) – 1986
12. Loose Ends – Hangin' on a String (Contemplating) (maxi single version) – 5:57 (Steve Nichol, Carl McIntosh, Jane Eugene) – 1985
13. Dennis Edwards – Don't Look Any Further (feat. Siedah Garrett) – 4:03 (Dennis Lambert, Duane Hitchings, Francine Golde) – 1984
14. Quincy Jones – The Secret Garden (Sweet Seduction Suite) (feat. Barry White, El DeBarge, James Ingram, Al B. Sure!) – 6:38 (Eldra De Barge, Siedah Garrett, Quincy Jones, Rod Temperton) – 1990, 1989
15. Jennifer Holliday – And I Am Telling You I'm Not Going – 4:05 (testo: Tom Eyen – musica: Henry Krieger) – nel musical Dreamgirls 1982

Durata totale: 75:53

### CD 2
1. Rufus, Chaka Khan – Ain't Nobody – 4:40 (musica: David 'Hawk' Wolinski) – 1983
2. The Isley Brothers – Between the Sheets – 5:39 (The Isley Brothers) – 1983
3. Commodores – Nightshift (album version) – 5:03 (Francine Golde, Dennis Lambert, Walter 'Clyde' Orange) – 1985
4. Jonathan Butler – Lies – 5:17 (Jonathan Butler) – 1987
5. Smokey Robinson – Being with You – 4:00 (Smokey Robinson) – 1981
6. Teddy Pendergrass – Joy – 6:17 (Reggie Calloway, Vincent Calloway, Joel Davis) – 1988
7. Keith Sweat – Make It Last Forever (feat. Jacci McGhee) – 4:12 (Keith Sweat, Teddy Riley) – 1987
8. Jeffrey Osborne – Stay with Me Tonight – 5:54 (Raymond Jones) – 1983
9. James Mtume – Juicy Fruit (maxi single version) – 5:54 (James Forman) – 1983
10. Bobby Womack – I Wish He Didn't Trust Me So Much – 4:17 (Harold Payne, Pete Luboff, James Eubanks) – 1985
11. Phyllis Hyman – You Just Don't Know – 4:14 (Cynthia Biggs, Kenneth Gamble, Thom Bell) – 1986
12. New Edition – Mr. Telephone Man – 3:58 (Ray Parker Junior) – 1984, 1985
13. Tashan, Alyson Williams – Got the Right Attitude (album version) – 6:06 (Tashan Rashad) – 1986
14. Maze – Back in Stride (feat. Frankie Beverly) (album version) – 7:04 (Frankie Beverly) – 1985
15. Freddie Jackson, Melba Moore – A Little Bit More – 4:54 (Gene McFadden, James McKinney, Linda Vitali) – 1986

Durata totale: 77:29